# Carlie Casey
Carlie Casey (California, 16 de outubro de 1990) é uma atriz estadunidense. 
Carlie tem um grande papel como Missy Meaney na série america Ned's Declassified School Survival Guide , no Brasil Manual de Sobrevivência Escolar do Ned,no canal a cabo Nickelodeon.
Também fez uma participação na série de TV Big Time Rush, no mesmo canal da série anterior, como a filha insistente de Griffin, o dono da gravadora.
Recentemente, Carlie fez uma participação especial na série médica de drama House, M.D. , na oitava temporada, no episódio "The Confession", em que interpreta o papel de uma jovem miss de uma cidade que se envolve com um homem que é tratado por House.

## Filmogafia
| Televisão | Televisão                              | Televisão        | Televisão      |
| Ano       | Título                                 | Papel            | Notas          |
| --------- | -------------------------------------- | ---------------- | -------------- |
| 2005-2007 | Manual de Sobrevivência Escolar do Ned | Missy Meaney     |                |
| 2010      | Big Time Rush                          | Mercedes Griffin | Dois episódios |
| 2011      | House, M.D.                            | Cindy            | 1 episódio     |